# 右向け左!
『右向け左!』（みぎむけひだり）は、史村翔原作、すぎむらしんいち作画の日本の漫画およびそれを原作とした映画。『週刊ヤングマガジン』（講談社）で1989年から1991年まで連載されていた。単行本全8巻。
連載完結後のその後を書いた続編として、『週刊ヤングマガジン』2013年47号に掲載された『右向け左! ふぉーえばー』がある。

## あらすじ
主人公・坂田光男の恐い先輩の徳山は、恋人の純子の美容院開業資金300万円を稼ぐため陸上自衛隊に入隊する。徳山は光男に、自分が留守の間、純子に他の男が寄りつかないよう見張ることを命じた。「まかしといてください先輩！」と自信満々で引き受けた坂田だが元来いいかげんな性格で、酔った勢いで自分が純子に手を出してしまう。居直って純子と同棲する光男だが、純子の軽はずみな手紙で徳山に事態を勘づかれ、小銃を持って浮気の現場に乗り込んできた徳山に銃口を向けられ、殺されかける。狼狽した光男は命乞いの苦しまぎれに、自分が代わりに自衛隊に入って300万を稼ぐと口走り、かくして坂田光男の金も女も自由すらない自衛隊生活が始まった。

## 主な登場人物
坂田光男（さかた みつお）
主人公。19歳。教育中隊第21内務班（本来、「内務班」とは空自での用語であり、現実の陸自では「営内班」と呼ばれる）に所属。口が達者、お調子者かつ軽薄でいい加減な性格で、班長の山口曰く『横に強い奴がいないと何も出来ない野郎』『イソギンチャク』『ねずみ男』『カメレオン』。だが意外にも仲間思いな一面もあり、班のムードメーカー的中心人物になっている。俊足の持ち主で、出身県の100m走のタイ記録を持つ。金と女に目がなく、隊内では婦人自衛官の浅野三曹を狙っている。ちなみに渡辺以外では班唯一の非童貞（ただし初体験の相手は母親ほど歳の離れた中年女性である）。 あちこちで問題を起こしているので班長の山口からは睨まれているものの、同じ徳山絡みの因縁を持つがゆえに助け合うこともあった。また、給料は全て徳山に取り上げられている為、常に一文無しである。
後に渡辺が去ったことで精神的支柱を失ったショックから、（一時的ではあるが）精神に破綻をきたして訓練にいそしむようになり、最終訓練となる演習の途上、自分たちに罵詈雑言を浴びせるヤクザたちに怒り、空砲を満載した小銃を乱射。これがヤクザとその組の怒りを買い、更には自分を殺すために追ってきた徳山まで加わったことで乱戦を招いてしまう。乱戦の最中で自我を取り戻し、徳山との決着をつけるべく班の仲間たちから離れる。そして徳山に反旗を翻して一騎討ちを挑み、これを制した。
山口建太（やまぐち けんた）
教育中隊第21班の班長で坂田たちの指導教官。階級は三曹。小男で重度のインキンを患っている。上官として部下に対して厳しくしようとするが、坂田との絡みで時折ドジを踏み、周りになめられてしまう。以前は徳山の上官だったが退職の際に殴られており、その際に手当してくれた浅野三曹に惚れている。
自衛隊での出世を生き甲斐にしているが、坂田たちの行動でいつも足を引っ張られている。元々いじめられっ子で中学卒業後は家庭の事情で高校に進学できず工員をしていたが、父親が作った借金の「ひと月分の返済額」であろう現金を、地連(当時の呼称で「地方連絡部」の略。現在は地本)の広報官が用立てるという取引で入隊させられた。本人曰く「俺は2万5千円で自衛隊に売られた」らしい。
ちなみに坂田以上の俊足で、基幹隊員の100m走の記録保持者。
終盤、坂田が純子のアパートに行ったのを密かに尾行するが、坂田は徳山と鉢合わせてしまい、殺されそうになったのを咄嗟に助け、一緒に駅に走って逃げた。帰りの列車の中で「これで分かったろう、おめえも。おめえと徳山とは、切っても切れねえ何かで繋がっちまってるんだよ」と坂田に忠告する。しかし、この時に乗りつけていた73式小型トラックをエンジンキーごと置いて来てしまい、それを徳山が拾った事で事態はとんでもない方向へと悪化していく。
徳山
ヤクザそのものの風貌をした坂田の先輩。腕っぷしも異常に強く、並の人間ならばたちまち半殺しにする、常軌を逸した暴力の権化。性格も凶暴で短気な上、異常に嫉妬深く、喫茶店で近くの席から純子を見て「おい、いい女だな」「いいケツしてるな」と呟いたのを理由に、その2人を半殺しにしたほど。純子の美容院開業資金300万を稼ぐため自衛隊に入隊したが、坂田と純子の浮気に気づいて中途退職、64式小銃を持って浮気現場に踏み込み坂田を殺しかけるが、坂田が代わりに300万を稼ぐと言ったことと純子に「嘘つき」と泣かれたため辛うじて思いとどまる。愛車はポルシェ。
当初、坂田は彼を『先輩(陰では｢徳山のバカ｣)』、彼は『ミツオ』と呼んでいたが、終盤では『徳ちゃん』、『坂田』に変わっている。
終盤、坂田を見張るために山口が乗り付けていたジープを奪い取り、演習場に乗りこんで戦車を乗員ごとジャックして坂田を殺すべく復讐を開始し、ヤクザも交えた大乱戦を引き起こす。しかし独断で班の仲間たちから離れた坂田が「もうあんたの奴隷はこりごりなんだよ！」と無反動砲を持って挑んできたことに激昂した隙を突かれて暴力で従えた乗員に逃げられた。一対一の砲弾による決闘に持ち込んで、今度こそ坂田を亡き者にしようとするも、坂田の放った無反動砲の砲弾によって砲塔を破壊されて敗北。戦車の砲弾は無反動砲の砲弾と交差したことで軌道がずれ、坂田は着弾の爆風こそ浴びたが、靴が脱げたのみで奇跡的に助かった。
その後、彼の生死は明確にされず、「戦車ジャッカー依然行方不明」と新聞に載ったのみだった。
純子
徳山の恋人。職業は美容師でかなりの美女だがとんでもない浮気性で、ちょっとでも気に入った男とはすぐ関係を持ってしまい、相手はその度に徳山から報復を受ける。坂田が自衛隊に入る事になったそもそもの種をまくが、自身にはその自覚が全く無い。だが最終的に徳山の下から去り（徳山の暴力性を少なからず理解したらしい）、とんでもない方法で坂田の元にやって来た。
三輪義彦（みわ よしひこ）
第21班の隊員で鹿児島出身の朴訥な男。家族の生活費を稼ぐためと、幼少期に野グソをしている時の訓練中のレンジャー隊員との出会いから自衛隊に憧れを抱き「自分の国は自分で守る」動機で入隊した。21班では唯一、レンジャー部隊に入れるほど体格が良くて身体能力も高く、坂田達と問題を起こしても1人だけ優遇された。ただし気弱なところがあり、ケンカはからきしダメ。
河合郁男（かわい いくお）
第21班の隊員。栃木県宇都宮市出身。体重110キロの巨漢。中学卒業後相撲部屋に入門するが、厳しい稽古に耐え切れず逃げ出してきた経歴を持つ。気が弱いが怪力の持ち主で、相撲を取らせたら後述の外園ですら歯がたたないほど強い。ただし肥満のため持久力は低く、よく班の足を引っ張る。
松永達也（まつなが たつや）
第21班の隊員。東京都出身。山口よりさらに小柄で、度の強い眼鏡を掛けている。本物の銃を撃ちたくて、警察官の採用試験に落ちた後に入隊した極度のミリタリーマニア。隣の22班の班員にいじめられ、その仕返しのために持ち込んだ私物を使って64式小銃に装填・発射が可能な実弾を造り、発砲してしまう。実弾を装填された銃を持つと人格が変わる。自称「死神スナイパー」。よく背格好が似ている山口と互いに間違われたり、彼の身替りをさせられる。
渡辺伸一郎（わたなべ しんいちろう）
第21班の隊員。北海道出身。元板前であること以外の経歴などはよく判っていない。まだ幼児の娘がいる。徳山と渡り合えるレベルと思えるくらい異常にケンカが強く、絡んできて喧嘩を仕掛けてきたカップルの男が女（オナベ）であることを見抜いている。21班と糧食班とのトラブルで糧食班の班長を半殺しにし、その班長を抱えたまま退職して物語途中で姿を消すが、最終話に再登場。
赤木俊治（あかぎ としはる）
第21班の隊員。実家は名古屋で病院を経営しており、父親は医師で母親は華道の家元。性同一性障害（連載当時はこの言葉自体なかった）とおぼしき女性的な言動が多く、矯正のため父親に命じられ入隊した。渡辺に想いを寄せているが、いざとなれば仲間のために体を張る坂田のことも密かに気になっている。
浅野チエ
広報班所属。美貌の婦人自衛官（三曹）で、大隊のマドンナ的存在。良家のお嬢様らしい。山口にいじめられたため入隊早々に脱柵を図ろうした坂田を引き止める。後に水戸の引きで本庁に行く事に。坂田の事は何かと気に掛けていたが、自衛官であることに誇りを持っていたため、最後にはそれを捨てさせようとする坂田に愛想が尽きて振った。
なおビデオシネマ版では氏名が「浅野雅子」に変更されている。
水津
教育中隊の小隊長（※但し、教育部隊では実際には『区隊長』と呼称される）の1人。山口の直属の上官で階級は二尉。防衛大学では優等生だったが、問題児揃いの第21班に手を焼いており、自分の勤務成績に常に気を掛けている。山口曰く『防大出のボンボンのヘナチョコ野郎』。防大生時代は空自幹部を夢見ていたが、後述する水戸の存在により陸自に勤務するはめになり、更に彼の策略でストリッパーに筆卸しをさせられたため、水戸を激しく恨んでいる。
最終回で、乱戦から逃げる坂田たちと山口を見て「クビだ」と狂喜するも、直後に責任を取らされるというリスクに気付かされ、坂田らと逃げる羽目に陥る。
今井
教育中隊第22班の班長で、階級は三曹。山口より2歳下だが、いつも彼を見下しているらしい。高校時代に野球をやっていて、夏の甲子園に出場した事がある。山口より先に二曹昇任が決まるが、毎年夏になると始める甲子園出場の自慢話の最中に山口から『背番号15の補欠で最後の最後にお情けで代打に出してもらい、三振した』と言う事実を暴かれて、「ならその補欠の球を打ってみろ」と迫り、野球の経験が皆無の山口に一度は断られるが、さんざん罵った挙句の「もし打てたら二曹昇任を辞退する」の言葉に対決することになり、あっさり三振に討ち取るが、事前に細かいルールを決めてなかったので、負けを認めようとしない山口の態度に意地になってしまい、勝負は延々と続き決着は有耶無耶となり、結局物語最後まで三曹に留まったばかりか（但し、その後に昇任したか否かは不明）、最終章では水津の体調不良により『班長の中で最古参』と言う理由で小隊長代理に抜擢された山口の下に置かれてしまう。浅野三曹に気がある。
水戸
教育中隊の小隊長の1人。水津とは防大の同期。防大出らしからぬ、賭博などの遊び好きでいい加減な性格。かなりの策士で、水津の弱みを握るため彼をストリップ劇場のまな板ショーに引きずり込んで写真を撮ったり、淫行を働いた大隊長を脅して六本木の本庁に栄転したりした。当初は自分と似た気質の坂田を気に入り、本庁に連れて行く予定だったが彼に裏切られたため、あっさり見捨てる。
外園
教育中隊付きの、俗に言う万年士長。水津が問題児揃いの第21班対策に班長補佐として配属（これには山口も驚いていた）。山口の新隊員時代の班長でもあり、かつての部下が皆自分より出世した事を根に持っているが、外園自身、自衛隊の基本理念である「専守防衛」を嫌い、「先手必勝」を旨とする血の気の多い性格をした危険人物で、問題児という点では第21班の面々に勝るとも劣らない。
そのような危険思想ゆえに出世には縁がない為、新隊員をしごき上げる事を生き甲斐にしており、後に「外園効果」と言わしめるほどの厳しい指導で坂田たちを徹底的にシゴく。河合を目の仇にしていじめ抜いたことで坂田たちの恨みを買い、外出中の階級詐称の罪を暴かれるが、坂田たちに偽りの謝罪をしてビデオテープをその場で壊して報復しようとした。しかし、外園の行動と報復を見越していた坂田が、水津と山口にコピーしたビデオテープを渡していた後だった。このため彼らにも発覚し、水津から『残された道は依願退職か、降級して転属しかない』と迫られ「自衛隊にいられるならどこにでも行く」という言質を取られ、二士に降級させられた上に、北海道の援農部隊に左遷となる。その際、山口は水津の下した処分に対し、外園が配属された時以上に驚いていた。

## 制作背景
原作者である史村翔は、航空自衛隊に在職した経験があり、この作品はそれを元に執筆された。史村は本作について、『俺の青春記』『半分実話』と語っている。

## 実写版
『右向け左!自衛隊へ行こう』のタイトルで、実写版のオリジナルビデオ2作、劇場版1作が制作された。